# トラッソス
特定非営利活動法人トラッソス（とらっそす）は、知的障害児・障害者を中心とするサッカー等のクラブチームの運営、イベント開催、指導者派遣を行うスポーツ団体である。トラッソス（ポルトガル語）は足跡の意味。

## 沿革
- 2003年　東京都江東区を拠点とするサッカークラブFCトラッソスとして誕生
- 2006年2月6日　東京都江戸川区を本拠とするNPO法人として設立認証される
- 2008年　第1回全日本知的障害児･者サッカー競技会「にっこにこフェスタ」を共催

## 組織
- 理事長　江木ひかり